# Vaïcarani
La Vaïcarani est un fleuve de feu du royaume des morts de la mythologie indienne. À l'image du Styx, les âmes des défunts doivent le traverser pour arriver en enfer. Selon la légende la traversée du fleuve est terrible et douloureuse sauf si le malade en fin de vie tient dans sa main la queue d'une vache au moment de sa mort. L'animal en question attendra le mort sur le bord de Vaïcarani et l'aidera à traverser sans encombre.
Il s'agirait d'une invention des Brahmanes pour attirer les offrandes dans la mesure où cette même vache doit leur être donnée avec une somme d'argent pour être assisté au moment du départ dans l'au-delà.